# Amra Tholus
Amra Tholus is een heuvel op de planeet Venus. Amra Tholus werd in 1997 genoemd naar Amra, zonnegodin van de Abchaziërs.
De heuvel heeft een diameter van 50 kilometer en bevindt zich in het quadrangle Meskhent Tessera (V-3).